# Hannibal Gaddafi
Hannibal Muammar Gaddafi (født 20. september 1975) er den femteældste søn af Libyens diktator, afdøde Muammar al-Gaddafi, der formodes at stå bag en række terroraktioner, heriblandt sprængningen af et PanAm-rutefly med uskyldige civile over byen Lockerbie i Skotland i 1988.
Han kalder sig indimellem Motassim Bilal, når han drager rundt udenfor Libyen. Han gik på Copenhagen Business School imellem 2004-07.

## Sag mod Ekstra Bladet
I begyndelsen af 2005 skrev Ekstra Bladet, at Hannibal Gaddafi har allerede gjort sig skyld i kidnapning og vold på dansk jord, med henvisning til en episode på Frederiksberg den 15. januar 2005. Hannibal stævnede den ansvarshavende chefredaktør Bent Falbert, som dog sammen med forfatteren til artiklen blev frikendt i byretten 10. november 2005. Sagen blev anket til Østre Landsret, som stadfæstede frifindelsen, med udgangspunkt i politirapporterne og vidneforklaringer, samt at Hannibal Gaddafi ikke selv ønskede at afgive forklaring.